# أندرو بروك (ممثل)
أندرو بروك منتج وممثل إنجليزي. اشتهر بلعب دور آشلي في سلسلة القناة الرابعة محل الهاتف للسلسلة الثلاثة الأولى. ظهر في أفلام مثل شرلوك هولمز في عام 2009، المهمة المصرفية و أطفال الرجال . تشمل عروضه التلفزيونية العديدة: شياطين دافنشي ، مسلسل ذا آي تي كراود ، مسلسل المتداخلون ، دكتور هو ، مسلسل السحب ، مسلسل كيف لا تعيش حياتك ، مسلسل ذا بايبل ، برنامج تلفزيوني القانون والنظام: المملكة المتحدة ، عائلتي ، مسلسل تصادم ، مسلسل إيست إندرز ، مسلسل شاهد صامت ولا إشارة .  أنتج أيضًا مسلسل الهروب من داهية المراوغ ومسلسل تذكرة ذهاب بلا عودة .
صور بروك أشلي في محل الهاتف من القناة 4 . في مقابلة، كشف أنه في حياته كان يبيع «الخبز والمساحات الإعلانية والأثاث». وقال أيضا أن العرض كان لديه «ديموغرافية واسعة». كما لعب دور البطولة في فيلم عام 2009 شيرلوك هولمز. ظهر في دور «وكيل كوين» في فيلم المهمة المصرفية. ظهر مرة أخرى في فيلم أطفال الرجال عام 2006.
كما لعب بروك دور البطولة في الدراما الخيالية التاريخية شياطين دافنشي.
في عام 2020، لعب دور أليستير كانينغهام في دراما بي بي سي التسمم سالزبوري.

## روابط خارجية
- [http://www.imdb.com/name/nm0111685/ Andrew Brooke

] في قاعدة بيانات الأفلام على الإنترنت